# Софьинка (Панинский район)
Софьинка — село в Панинском районе Воронежской области.
Входит в состав Росташевского сельского поселения.

## География
Село находится в восточной части поселения у реки Икорец.

### Улицы
- ул. Мичурина
- ул. Яблочная

## История
Считается, что деревня названа в честь графини Софьи Владимировны Паниной, которая владела этими землями.
Софьинка основана в одно время с основанием поселка Панино после 1890 года у железнодорожной станции Тулиново (на ветке Графская - Анна).
В 1902 году в документах упоминается, как Панинский район, ст. Тумено(возможно по ошибке записи военных со станцией Тулиново), д. Софинка.
В 1905 году в документах обозначается, как Панинский район, дер. Софинка.
После февраля 1917 года в сёлах впервые в Советы были выбраны зажиточные середняки, бывшие земские работники. Одновременно в ряде сёл возникли революционные комитеты, вскоре преобразованные в волостные исполкомы (один из первых – в селе Ивановка). Летом 1918 года были образованы комитеты бедноты (самый первый 20.06.1918 в селе Софьинка). При их поддержке большевики провели выборы в Советы на бедняцко – большевистской основе. В гражданскую войну на территории района проходили боевые действия. Вскоре после революции стали создаваться совхозы, а с конца 20-х годов XX века и колхозы. Первый колхоз был создан в селе Петровское в 1928 году. В 1929 году началась массовая коллективизация района, которая завершилась вовлечением большого числа крестьян в 74 колхоза.

## Население
| 2000 | 2005 | 2010 |
| ---- | ---- | ---- |
| 161  | ↘143 | ↘131 |